# Internationale Filmfestspiele Berlin 1989
Die Internationalen Filmfestspiele Berlin 1989 fanden vom 10. Februar bis zum 21. Februar 1989 statt.

## Wettbewerb
Im Wettbewerb waren in diesem Jahr unter anderem folgende Filme zu sehen:
| Filmtitel                                   | Regisseur                       | Produktionsland         | Darsteller (Auswahl)                                  |
| Abendglocken                                | Wu Ziniu                        | VR China                |                                                       |
| Angeklagt                                   | Jonathan Kaplan                 | USA                     | Kelly McGillis, Jodie Foster                          |
| Resurrected                                 | Paul Greengrass                 | Vereinigtes Königreich  | David Thewlis, Rita Tushingham                        |
| Aviyas Sommer                               | Eli Cohen                       | Israel                  |                                                       |
| Bankomatt                                   | Villi Hermann                   | Schweiz, Italien        | Bruno Ganz, Francesca Neri                            |
| Camille Claudel                             | Bruno Nuytten                   | Frankreich              | Isabelle Adjani, Gérard Depardieu                     |
| Der Diener                                  | Wadim Abdraschitow              | Sowjetunion             |                                                       |
| Dunkle Nacht                                | Carlos Saura                    | Spanien, Frankreich     | Julie Delpy                                           |
| Eh' die Fledermaus ihren Flug beendet       | Peter Timár                     | Ungarn                  |                                                       |
| Esquilache                                  | Joaquín Molina, Josefina Molina | Spanien                 | Fernando Fernán Gómez, Ángela Molina                  |
| Fallada – Letztes Kapitel                   | Roland Gräf                     | DDR                     | Jörg Gudzuhn, Jutta Wachowiak                         |
| Geschichten aus Amerika                     | Chantal Akerman                 | Belgien, Frankreich     |                                                       |
| Hoffnung und Schmerz                        | Yōji Yamada                     | Japan                   |                                                       |
| Ich liebe, du liebst                        | Dusan Hanák                     | Tschechoslowakei        |                                                       |
| Iwan und Alexandra                          | Iwan Nitschew                   | Bulgarien               |                                                       |
| Johanna d'Arc of Mongolia                   | Ulrike Ottinger                 | Deutschland, Frankreich |                                                       |
| Mississippi Burning – Die Wurzel des Hasses | Alan Parker                     | Vereinigte Staaten      | Gene Hackman, Willem Dafoe, Frances McDormand         |
| Pestalozzis Berg                            | Peter von Gunten                | DDR, Schweiz, Italien   | Gian Maria Volontè, Corinna Harfouch, Michael Gwisdek |
| Rain Man                                    | Barry Levinson                  | USA                     | Dustin Hoffman, Tom Cruise                            |
| Talk Radio                                  | Oliver Stone                    | Vereinigte Staaten      | Eric Bogosian                                         |
| Das Trikot mit der 9                        | Pantelis Voulgaris              | Griechenland            |                                                       |
| Die Viererbande                             | Jacques Rivette                 | Frankreich              | Bulle Ogier                                           |

## Internationale Jury
Die internationale Jury bestand aus folgenden Mitgliedern: Rolf Liebermann (Jurypräsident), Leslie Caron, Vadim Glowna, Randa Haines, Vladimir Ignatowski, Chen Kaige, Adrian Kutter, Francisco Rabal, Cliff Robertson, Zdeněk Svěrák und Boris Wassiljew.

## Preisträger
Die Jury wählte aus dem Wettbewerbsprogramm folgende Preisträger aus:
- Goldener Bär: Rain Man
- Silberne Bären:
  - Abendglocken (Spezialpreis der Jury)
  - Dusan Hanák (beste Regie)
  - Isabelle Adjani (beste Darstellerin in Camille Claudel)
  - Gene Hackman (bester Darsteller in Mississippi Burning)
  - Eric Bogosian (herausragende Leistung – Drehbuch und Darstellung in Talk Radio)
  - Kaipo Cohen und Gila Almagor (besondere künstlerische Leistung in Aviyas Sommer)

Einen Goldenen Ehrenbären für sein Lebenswerk erhielt in diesem Jahr Dustin Hoffman.

## Weitere Preise
- „Berlinale Kamera“: Stephen Frears, Horst Pehnert, Michail Schkalikow, Marc Spiegel
- Preis der Kinderjury (Kinderfilmfest): Mein Vater wohnt in Rio (Mijn Vader woont in Rio) von Ben Sombogaart
- Teddy Award: Fun Down There von Roger Stigliano und Pissoir von John Greyson (Spielfilm), Tiny and Ruby: Hell Divin’ Women von Greta Schiller und Andrea Weiss (Dokumentarfilm)
- FIPRESCI-Preis (Wettbewerb): Die Viererbande (La Bande des Quatre) von Jacques Rivette
- FIPRESCI-Preis (Forum): Wegen des Krieges von Orna Ben-Dor Niv und Der Dokumentator von István Dárday und Györgyi Szalai
- Interfilm Award (Forum): Landschaft im Nebel (Τοπίο στην ομίχλη) von Theo Angelopoulos
- Interfilm Award – Otto-Dibelius-Preis (Wettbewerb): Resurrected von Paul Greengrass
- UNICEF-Preis (Kinderfilmfest): Das Püppchen von Isaak Fridberg
- Alfred-Bauer-Preis: Der Diener (Слуга) von Wadim Jussupowitsch Abdraschitow
- Caligari-Filmpreis (Forum): Spuren – La Trace (Sama / La Trace) von Néjia Ben Mabrouk
- Friedensfilmpreis der Heinrich-Böll-Stiftung: Hôtel Terminus: Zeit und Leben des Klaus Barbie von Marcel Ophüls
- Preis der Leserjury der Berliner Morgenpost: Rain Man von Barry Levinson